# Marcus Mathisen
Marcus Klingenberg Mathisen (Albertslund, 27 febbraio 1996) è un calciatore danese, difensore o centrocampista del Wehen Wiesbaden.

## Carriera

### Club
Entrato a far parte del settore giovanile dell'FC Copenhagen nel 2010, Mathisen è stato convocato in prima squadra in occasione della finale di Coppa di Danimarca 2014-2015, ma è rimasto in panchina per tutta la partita. Tre giorni più tardi, il 17 maggio 2015, ha esordito in prima squadra subentrando a Daniel Amartey nella sconfitta per 2-0 sul campo del FC Midtjylland, club che di lì a poco avrebbe conquistato il titolo nazionale.
Il 12 luglio 2015 una nota ufficiale dell'FC Copenhagen ha ufficializzato l'ingresso definitivo di Mathisen nella rosa della prima squadra. Il giocatore ha collezionato solo tre presenze nella Superligaen 2015-2016, ma la squadra ha vinto sia il campionato che la coppa nazionale.
Nel luglio 2016 ha svolto un provino con l'Halmstad, squadra che stava militando nella seconda serie svedese, con cui ha poi firmato un contratto valido fino al termine della stagione 2018. A novembre l'Halmstad ha chiuso la Superettan 2016 al terzo posto, piazzamento utile per partecipare agli spareggi promozione contro l'Helsingborg, a sua volta terzultimo in Allsvenskan. Dopo l'1-1 casalingo della sfida di andata, è stata proprio una doppietta di Mathisen a consegnare in extremis la promozione alla sua squadra, con un calcio di rigore trasformato all'86' minuto e un tiro da fuori area all'89' minuto per l'1-2 finale. È poi rimasto all'Halmstad fino alla fine del proprio contratto, disputando il campionato di Allsvenskan 2017 e quello di Superettan 2018 a seguito della retrocessione dell'anno prima.
Scaduto il contratto con l'Halmstad, nel 2019 è tornato a calcare i campi della massima serie svedese firmando un accordo biennale con il neopromosso Falkenberg. Nei suoi due anni di permanenza ha collezionato 43 presenze e 3 reti in campionato. La squadra è retrocessa al termine dell'Allsvenskan 2020.
Scaduto l'accordo con il Falkenberg, Mathisen è rimasto nell'Allsvenskan svedese con l'ingaggio da parte del Sirius valido fino all'estate 2023. Durante questi due anni e mezzo totalizza 64 presenze e 6 reti in campionato.
Nel giugno 2023, in scadenza di contratto, si è accordato con i tedeschi del Wehen Wiesbaden militanti in 2. Bundesliga.

### Nazionale
Ha giocato nelle nazionali giovanili danesi Under-16, Under-17, Under-18 ed Under-19.

## Palmarès

### Club

#### Competizioni nazionali
- Campionato danese: 1

Copenaghen: 2015-2016